# Will Bruin
Will Bruin (Saint Louis, 1989. október 24. –) amerikai válogatott labdarúgó, az Austin csatárja.

## Pályafutása

### Klubcsapatokban
Bruin a missouri állambeli Saint Louis városában született. Az ifjúsági pályafutását a helyi St. Louis Scott Gallagher akadémiájánál kezdte.
2011-ben mutatkozott be a Houston Dynamo első osztályban szereplő felnőtt csapatában. 2017. január 1-jén szerződést kötött a Seattle Sounders együttesével. Először a 2017. március 5-ei, Houston Dynamo ellen 2–1-re elvesztett mérkőzés 76. percében, Álvaro Fernández cseréjeként lépett pályára. Első gólját 2017. március 12-én, a Montréal ellen idegenben 2–2-es döntetlennel zárult találkozón szerezte meg.

### A válogatottban
Bruin 2013-ban debütált az amerikai válogatottban. Először a 2013. január 29-ei, Kanada ellen 0–0-ás döntetlennel zárult barátságos mérkőzés 74. percében, Eddie Johnsont váltva lépett pályára.

## Statisztikák
2023. június 11. szerint
| Klub             | Szezon   | Osztály  | Bajnokság | Bajnokság | Kupa  | Kupa | Nemzetközi | Nemzetközi | Összesen | Összesen |
| Klub             | Szezon   | Osztály  | Meccs     | Gól       | Meccs | Gól  | Meccs      | Gól        | Meccs    | Gól      |
| ---------------- | -------- | -------- | --------- | --------- | ----- | ---- | ---------- | ---------- | -------- | -------- |
| Houston Dynamo   | 2011     | MLS      | 28        | 5         | 1     | 0    | —          | —          | 29       | 5        |
| Houston Dynamo   | 2012     | MLS      | 38        | 16        | 0     | 0    | 2          | 0          | 40       | 16       |
| Houston Dynamo   | 2013     | MLS      | 34        | 10        | 1     | 0    | 4          | 0          | 39       | 10       |
| Houston Dynamo   | 2014     | MLS      | 27        | 10        | 2     | 0    | —          | —          | 29       | 10       |
| Houston Dynamo   | 2015     | MLS      | 33        | 11        | 1     | 1    | —          | —          | 34       | 12       |
| Houston Dynamo   | 2016     | MLS      | 31        | 4         | 1     | 0    | —          | —          | 32       | 4        |
| Houston Dynamo   | Összesen | Összesen | 191       | 56        | 6     | 1    | 6          | 0          | 203      | 57       |
| Seattle Sounders | 2017     | MLS      | 36        | 13        | 2     | 1    | —          | —          | 38       | 14       |
| Seattle Sounders | 2018     | MLS      | 30        | 7         | 0     | 0    | 4          | 1          | 34       | 8        |
| Seattle Sounders | 2019     | MLS      | 9         | 2         | 1     | 0    | —          | —          | 10       | 2        |
| Seattle Sounders | 2020     | MLS      | 18        | 3         | 0     | 0    | —          | —          | 18       | 3        |
| Seattle Sounders | 2021     | MLS      | 24        | 3         | 0     | 0    | 3          | 0          | 27       | 3        |
| Seattle Sounders | 2022     | MLS      | 24        | 3         | 1     | 0    | 4          | 0          | 29       | 3        |
| Seattle Sounders | Összesen | Összesen | 141       | 31        | 4     | 1    | 11         | 1          | 156      | 33       |
| Austin           | 2023     | MLS      | 8         | 1         | 0     | 0    | 2          | 0          | 10       | 1        |
| Összesen         | Összesen | Összesen | 340       | 88        | 10    | 2    | 19         | 1          | 369      | 91       |

### A válogatottban
| Válogatott       | Év       | Pályára lépés | Gól |
| ---------------- | -------- | ------------- | --- |
| Egyesült Államok | 2013     | 2             | 0   |
| Összesen         | Összesen | 2             | 0   |

## Sikerei, díjai
Seattle Sounders
- MLS
  - Bajnok (1): 2019

- CONCACAF-bajnokok ligája
  - Győztes (1): 2022

Amerikai válogatott
- CONCACAF-aranykupa
  - Győztes (1): 2013